# Vera Esbøll
Anna Victoria Esbøll (11. februar 1892 i København – 2. april 1936) var en dansk skuespillerinde.

## FIlmografi
- 1913 – Bristet Lykke (instruktør August Blom)
- 1913 – Atlantis (instruktør August Blom)
- 1913 – Fra Fyrste til Knejpevært (instruktør Holger-Madsen)
- 1913 – Dramaet i den gamle Mølle (instruktør Robert Dinesen)
- 1913 – Lykken svunden og genvunden (instruktør Hjalmar Davidsen)
- 1913 – Den gamle Majors Ungdomskærlighed (instruktør Axel Breidahl)
- 1913 – Styrmandens sidste Fart (instruktør Eduard Schnedler-Sørensen)
- 1913 – I Stævnemødets Time (instruktør Sofus Wolder)
- 1913 – Giftslangen (instruktør Hjalmar Davidsen)
- 1913 – Frk. Studenten (instruktør Sofus Wolder)
- 1913 – Troskabsvædsken (instruktør Sofus Wolder)
- 1913 – Privatdetektivens Offer (instruktør Sofus Wolder)
- 1913 – Elskovs Gækkeri (instruktør Sofus Wolder)
- 1913 – Kongens Foged (instruktør Sofus Wolder)
- 1913 – En farlig Forbryder (instruktør August Blom)
- 1913 – Et Mandfolk til Auktion (instruktør Axel Breidahl)
- 1914 – Under Skæbnens Hjul (instruktør Holger-Madsen)
- 1914 – Moderen (instruktør Robert Dinesen)
- 1918 – Klør Dame (ubekendt instruktør)
- 1923 – Blandt Byens Børn (instruktør Lau Lauritzen Sr.)